# Per caso
Per caso è un film biografico del 1999 diretto da Giuseppe Conti. Il film vede protagonista il televenditore Roberto Da Crema e si rivelò un clamoroso flop al botteghino.

## Trama
Il film narra la vita del televenditore Roberto Da Crema che interpreta se stesso.

## Produzione
Il film fu annunciato nel dicembre 1995 e il titolo originale era "Storia di un venditore". Ma nelle sale arrivò solo nel 1999. Secondo alcune fonti incassò solo cinque milioni di lire.